# Jan Kazimierz Sapieha
Ne doit pas être confondu avec Kazimierz Jan Sapieha.
Pour les articles homonymes, voir Jan Sapieha et Sapieha.
Jan Kazimierz Sapieha (né vers 1673, mort le 22 février 1730), prince de la famille Sapieha, grand hetman de Lituanie (1708-1709).

## Biographie
Jan Sapieha est le fils de Franciszek Stefan Sapieha, grand écuyer de Lituanie, maréchal de la Sejm de Grodno et de Anna Krystyna Lubomirska

## Mariage et descendance
En 1699, il épouse Ludwika Maria Opalińska (1684-1719), fille de Piotr Opaliński (pl) (1640-1691). Ils ont pour enfants:
- Piotr Paweł (1701-1771), grand pannetier de Lituanie, voïvode de Smoleńsk
- Katarzyna Agnieszka (1718-1779), épouse de Michał Antoni Sapieha, puis de Albert Paweł Żywny von Lilienhoff
- Franciszek Antoni
- Paweł